# Mohammad Reza Rahimi
Mohammad Reza Rahimi (11 de enero de 1949) es un político iraní que se desempeñó como quinto vicepresidente desde el 13 de septiembre de 2009 hasta el 3 de agosto de 2013. Sus cargos anteriores incluyeron gobernador de la provincia del Kurdistán y vicepresidente de asuntos parlamentarios.
El 15 de febrero de 2015, Rahimi fue declarado culpable de corrupción y actualmente se encuentra encarcelado en la prisión de Evin. Supuestamente era el jefe del "Círculo de Fatemi".

## Vida inicial y educación
Rahimi nació en una familia chií kurda en Serishabad, un pueblo de la provincia del Kurdistán de Irán. Recibió un título en derecho de la Universidad de Teherán. Rahimi también afirma tener un doctorado de la Universidad de Oxford, pero no se ha encontrado ningún registro de su nombre en la universidad y también esta afirmación ha sido ampliamente cuestionada por muchas fuentes iraníes. Se considera que Rahimi es el segundo miembro de alto rango de la administración de Mahmoud Ahmadinejad que ha mentido sobre recibir un doctorado de la Universidad de Oxford, el otro es Ali Kordan. También afirmó tener un doctorado de la Universidad de Belford, caracterizada como "solo uno de los cientos de fábricas de diplomas a los que se puede acceder fácilmente en línea". Alef, un sitio iraní que pertenece a Ahmad Tavakkoli, publicó documentos que supuestamente muestran documentos fraudulentos creados por Rahimi.

## Carrera
Rahimi trabajó como fiscal en Qorveh y Sanandaj. También dirigió el consejo municipal de Sanandaj. Durante este período, enseñó derecho en la facultad de derecho de la Universidad Azad de Teherán y se desempeñó como director de la facultad durante un breve período.
Rahimi fue elegido miembro del Parlamento de Irán por su provincia natal, Kurdistán, en las elecciones legislativas de 1980 como miembro del Partido Republicano Islámico. Estuvo en el Parlamento hasta 1992, cuando renunció a su escaño. Ocupó muchos cargos cuando era diputado, como jefe de la comisión de artes y miembro de la comisión de política exterior. Luego fue nombrado gobernador de la provincia del Kurdistán en agosto de 1993 por el entonces presidente Akbar Hashemi Rafsanjani y estuvo en el cargo hasta agosto de 1997, cuando Mohammad Khatami fue elegido nuevo presidente y nombró nuevos gobernadores. Rahimi no estaba en la lista de gobernadores de Khatami. Durante su mandato como gobernador, conoció por primera vez a Mahmud Ahmadineyad.
Ahmadineyad nombró a Rahimi como su vicepresidente de asuntos legales y parlamentarios en 2008. Fue designado quinto primer vicepresidente de Irán el 13 de septiembre de 2009 en una declaración del presidente Mahmud Ahmadineyad y sucedió a Esfandiar Rahim Mashaei, que estuvo en el cargo durante un breve periodo.
Fue presidente interino de Irán desde el 20 de abril de 2011 hasta el 1 de mayo del mismo año, cuando el presidente Ahmadineyad boicoteó sus funciones oficiales. Se presentó a la presidencia de Irán en las elecciones de 2013, pero retiró su candidatura en mayo de 2013. Tras la elección de Hassan Rohani como presidente, su mandato como primer vicepresidente terminó.

### Acusaciones de corrupción
Según las afirmaciones de al menos dos miembros del Parlamento iraní (Majlis), Rahimi era el jefe de una banda de corruptos que se hizo conocida como el Círculo de Fatemi. Este círculo tenía una oficina en la calle Fatemi en Teherán. Naderan, un miembro del Majlis cercano a Ahmad Tavakkoli, criticó al sistema judicial por no arrestarlo. Motahari, otro miembro del Majlis, pidió a Ahmadinejad que cooperara con el sistema judicial en este asunto y calificó de graves las acusaciones.
En enero de 2015, el poder judicial de Irán anunció que Rahimi había sido sentenciado a 5 años de prisión y a una multa equivalente a un millón de dólares.

#### Condena
El 1 de septiembre de 2014, Rahimi fue sentenciado a una pena de prisión y a una multa en efectivo, y declarado culpable de cargos aún desconocidos. La sentencia debe ser finalizada por un tribunal de apelación para que se revelen los detalles de la acusación. El 21 de enero de 2015, el Tribunal Supremo de Irán condenó a Rahimi a cinco años y 91 días de prisión y le impuso una multa de 10.000 millones de riales. También se le ordenó a Rahimi pagar una indemnización equivalente a 28.500 millones de riales.

### Declaraciones sobre los judíos y las drogas ilegales
En una conferencia internacional contra las drogas celebrada en Teherán con la Oficina de Naciones Unidas contra la Droga y el Delito el 26 de junio de 2012, Rahimi pronunció un discurso antisemita, en el que estaban presentes al menos 10 diplomáticos occidentales, en el que culpó al Talmud de la propagación de las drogas ilegales en todo el mundo. Rahimi afirmó que el Talmud enseña "cómo destruir a los no judíos para proteger un embrión en el útero de una madre judía" y que los "sionistas" controlan el comercio ilegal de drogas. Afirmó que su "prueba" es que no hay "ni un solo sionista que sea adicto". El New York Times, que cubrió la conferencia que conmemora el Día Internacional contra el Abuso y el Tráfico Ilícito de Drogas patrocinado por la ONU, citó además a Rahimi diciendo que los sionistas ordenaron a los ginecólogos matar a bebés negros y que la Revolución rusa de 1917 fue iniciada por judíos, aunque ninguno, también se le citó diciendo, murió en ella. Las declaraciones de Rahimi, que posteriormente aparecieron en el sitio web oficial de la presidencia, también fueron transmitidas por la Agencia de Noticias Fars.

#### Respuestas
Las declaraciones de Rahimi provocaron duras críticas por parte de la comunidad internacional. El rabino Abraham Cooper, decano asociado del Centro Simon Wiesenthal, afirmó que "este es otro ejemplo del hecho de que el antisemitismo es un pilar de la muláhocracia en Teherán... en un día en que se supone que las naciones deben dejar de lado sus diferencias para combatir las drogas ilegales, el gobierno iraní continúa difamando al pueblo judío y sus tradiciones religiosas, todo como parte de su continua campaña de demonización del pueblo judío y deshumanización de los partidarios del estado judío". Abe Foxman, director nacional de la Liga Antidifamación, afirmó que "para todos aquellos que pensaban que el antisemitismo era cosa del pasado, ciertamente esto deja muy claro que está vivo y bien de nuevo. Lo que lo hace más siniestro y peligroso es el hecho de que proviene de un líder de un país que ha prometido destruir el estado judío y está haciendo esfuerzos para obtener los medios para hacerlo".
John Baird, ministro de Asuntos Exteriores de Canadá, condenó las declaraciones, afirmando que "el uso continuo por parte de Irán de los foros de la ONU para acosar a Israel y "Insultar al pueblo judío en todo el mundo es completamente inaceptable. Canadá espera que la comunidad internacional se una a nosotros para manifestarse en contra y rechazar por completo esas afirmaciones ridículas y antisemitas".
La jefa de política exterior de la Unión Europea, Catherine Ashton, que dirige las conversaciones nucleares con Irán en nombre de seis potencias mundiales, publicó una declaración en la que afirmaba que "está profundamente perturbada por las declaraciones racistas y antisemitas hechas por el primer vicepresidente iraní, Mohammad Reza Rahimi. Tales declaraciones son inaceptables y no deben tolerarse". El ministro de Asuntos Exteriores italiano, Giulio Terzi, también condenó las declaraciones de Rahimi, calificándolas de "perturbadoras y absolutamente inaceptables". Alistair Burt, el ministro de Asuntos Exteriores británico para Oriente Medio, declaró que "condenamos totalmente los comentarios infundados del vicepresidente de Irán, Rahimi, sobre el Talmud y la fe judía, hechos en un evento de las Naciones Unidas sobre control de drogas en Teherán esta semana. El racismo y el antisemitismo son inaceptables en cualquier circunstancia, y mucho menos en un evento patrocinado por las Naciones Unidas. Hacemos un llamamiento a Irán para que corrija esta declaración escandalosa y se asegure de que sus funcionarios respeten las normas y estándares internacionales adecuados en el ámbito de la seguridad internacional".
Alun Jones, portavoz de la Oficina de Naciones Unidas contra la Droga y el Delito, con sede en Viena, declaró más tarde que la ONUDD asistió a la conferencia de Teherán, así como a otros eventos relacionados en todo el mundo el martes, como lo ordenó la Asamblea General de la ONU, y que no podía anticipar lo que dirían los anfitriones iraníes.

## Afiliación
Según se informa, Rahimi "profesó" lealtad a Akbar Hashemi Rafsanjani cuando éste formaba parte de su administración, a pesar de que más tarde se convirtió en su "enemigo declarado".
Naghmeh Sohrabi, profesora de la Universidad Brandeis, clasifica a Rahimi entre los conservadores de la "nueva guardia" que llegaron a la arena política dominante en 2005. Nombró a Mahmoud Ahmadinejad, Mojtaba Samareh Hashemi y Esfandiar Rahim Mashaei entre las figuras destacadas de la facción. Fue miembro del comité compuesto por 15 figuras de diferentes espectros de facciones conservadoras que planearon el establecimiento del Frente Unido de Principialistas en las elecciones parlamentarias de 2008. En noviembre de 2010, Rahimi estuvo entre las 30 figuras invitadas a una reunión similar de conservadores para las elecciones parlamentarias de 2012, aunque no asistió.